# Herington
Herington és una població dels Estats Units a l'estat de Kansas. Segons el cens del 2000 tenia 2.563 habitants.

## Demografia
Segons el cens del 2000, Herington tenia 2.563 habitants, 1.126 habitatges, i 669 famílies. La densitat de població era de 466,8 habitants/km².
Dels 1.126 habitatges en un 26,6% hi vivien nens de menys de 18 anys, en un 47,2% hi vivien parelles casades, en un 8,9% dones solteres, i en un 40,5% no eren unitats familiars. En el 36,9% dels habitatges hi vivien persones soles el 19,9% de les quals corresponia a persones de 65 anys o més que vivien soles. El nombre mitjà de persones vivint en cada habitatge era de 2,21 i el nombre mitjà de persones que vivien en cada família era de 2,88.
Per edats la població es repartia de la següent manera: un 24% tenia menys de 18 anys, un 7% entre 18 i 24, un 25% entre 25 i 44, un 20,1% de 45 a 60 i un 24% 65 anys o més.
L'edat mediana era de 41 anys. Per cada 100 dones de 18 o més anys hi havia 83,7 homes.
La renda mediana per habitatge era de 28.333 $ i la renda mediana per família de 36.696 $. Els homes tenien una renda mediana de 28.359 $ mentre que les dones 15.515 $. La renda per capita de la població era de 16.526 $. Entorn del 6,2% de les famílies i el 8,2% de la població estaven per davall del llindar de pobresa.

## Poblacions més properes
El següent diagrama mostra les poblacions més properes.